# 口袋裡的冒險
《口袋裡的冒險》是東京電視台於2023年10月20日至12月22日播出的週四24時劇場，故事以《寶可夢系列》為原案，也是該系列首部原創電視劇，由西野七瀬主演。臺灣於2023年10月31日上架1至2集，第3集起每週五更新。

## 登場人物

### 主要人物
- 赤城圓香：西野七瀨[1]

主人公。夢想成為創作者。在關東地方的港口城市・真白長大。
最初在魚板製造商工作，後來為了追夢搬到東京，進入廣告代理商「ADventure」工作。

### ADventure
- 檜山景明：笠松將[2]
- 小藥一親：長谷川朝晴[2]
- 目黑洋子：平野綾[2]
- 小出優希：世古口凌[2]
- 宿谷浩一：塚地武雅[2]

### 圓香的相關人物
- 工藤美登里：內田理央[2]
- 雅子：佐藤江梨子[2]
- 唐澤空：渡邊斗翔[2]

### 其他人物
- 大木戶：柳葉敏郎[2]
- 圓香的媽媽：森尾由美

## 製作團隊
- 原案：寶可夢公司《寶可夢系列》
- 企劃：畑中翔太
- 劇本：畑中翔太、燈敦生、大歳倫弘
- 片尾曲：sumika（Sony Music Labels）[3]
- 導演：保羅·楊、林隆行、松浦健志
- 製作人：畑中翔太、漆間宏一（東京電視台）、正井彩夏（東京電視台）、涌田秀幸（C&I Entertainment）
- 製作：東京電視台、C&I Entertainment
- 製作著作：《將冒險裝進口袋》製作委員會

## 播出日程
| 集數   | 播出日期 | 副標題 | 編劇              | 導演     |
| ------ | -------- | ------ | ----------------- | -------- |
| 第1話  | 10月20日 |        | 畑中翔太          | 保羅·楊  |
| 第2話  | 10月27日 |        | 灯敦生            | 保羅·楊  |
| 第3話  | 11月03日 |        | 畑中翔太          | 林隆行   |
| 第4話  | 11月10日 |        | 大歳倫弘 松浦健志 | 松浦健志 |
| 第5話  | 11月17日 |        | 大歳倫弘          | 林隆行   |
| 第6話  | 11月24日 |        | 畑中翔太          | 保羅·楊  |
| 第7話  | 12月01日 |        | 畑中翔太          | 保羅·楊  |
| 第8話  | 12月08日 |        | 灯敦生            | 松浦健志 |
| 第9話  | 12月15日 |        | 大歳倫弘          | 林隆行   |
| 最終話 | 12月22日 |        | 畑中翔太          | 保羅·楊  |

## 播出頻道
| 播放日期                 | 播放時間（UTC+9） | 播放電視台   | 播放地區       | 備註   |
| ------------------------ | ----------------- | ------------ | -------------- | ------ |
| 2023年10月20日－12月22日 | 星期四 0:30－1:00 | 東京電視台   | 廣域關東圈     | 製作局 |
| 2023年10月20日－12月22日 | 星期四 0:30－1:00 | 大阪電視台   | 大阪府         |        |
| 2023年10月20日－12月22日 | 星期四 0:30－1:00 | 愛知電視台   | 愛知縣         |        |
| 2023年10月20日－12月22日 | 星期四 0:30－1:00 | 瀨戶內電視台 | 岡山縣、香川縣 |        |
| 2023年10月20日－12月22日 | 星期四 0:30－1:00 | TV北海道     | 北海道         |        |
| 2023年10月20日－12月22日 | 星期四 0:30－1:00 | TVQ九州放送  | 福岡縣         |        |
| 2023年10月25日－12月27日 | 星期二 0:00－0:30 | BS東視       | 全國           |        |
| 2023年10月25日－12月27日 | 星期二 0:00－0:30 | BS東視4K     | 全國           |        |

## 外部連結
- 電視劇官方網站（日語）
  - 電視劇的X（前Twitter）（日語）
  - 電視劇的Instagram帳戶

| 日本 東京電視台 週四24時劇場      | 日本 東京電視台 週四24時劇場              | 日本 東京電視台 週四24時劇場 |
| --------------------------------- | ----------------------------------------- | ---------------------------- |
|                                   | 口袋裡的冒險 （2023年10月20日－12月22日） |                              |
| 姪女梅 （2023年9月8日－10月13日） | 護理師婚活 （2024年1月12日－3月1日）      |                              |